# Durham (Maine)
Durham város az Amerikai Egyesült Államok Maine államában, Androscoggin megyében. Lakosainak száma 4173 fő (2020. április 1.).

## Népesség
A település népességének változása:

| 2010 | 3 848 |
| 2020 | 4 173 |